# Григорий Александрович Пушка
Григо́рий Алекса́ндрович (прозвище ― Пу́шка, также Морхи́нин; XIV век ― 1380) — московский военный деятель, боярин, первый артиллерист в Московском княжестве. Является основателем рода Пушкиных и предком Александра Пушкина по отцовской линии, а также потомком Гаврилы Алексича. Принимал участие в Куликовской битве. Согласно одной из версий, название города Пушкино происходит от прозвища Григория Александровича. В 2010 году в городе открыли памятник Григорию Пушке.

## Биография
Григорий Пушка родился в XIV веке в семье Александра Ивановича Морхинина, тверского боярина, выехавшего на московскую службу. Вырос при великокняжеском дворе. Во взрослом возрасте стал первым артиллеристом в Московском княжестве и владел селом на берегу реки Учи. Имел пятерых сыновей, включая Константина, прямого предка Александра Пушкина. Участвовал в Куликовской битве. Умер в 1380 году. Стал родоначальником рода Пушкиных.

## Память
Пушка Григория Александровича изображена на посвящённом нашествию Тохтамыша на Москву рисунке в Лицевом летописном своде. По одной из версий, название села (затем ― города) Пушкино произошло от прозвища Григория Александровича. 3 сентября 2010 года на въезде в Пушкино был открыт памятник Григорию Пушке.

## В культуре
Григорий Пушка является одним из действующих лиц в цикле исторических романов Д. М. Балашова «Государи Московские».